# Rășcani (Șuletea), Vaslui

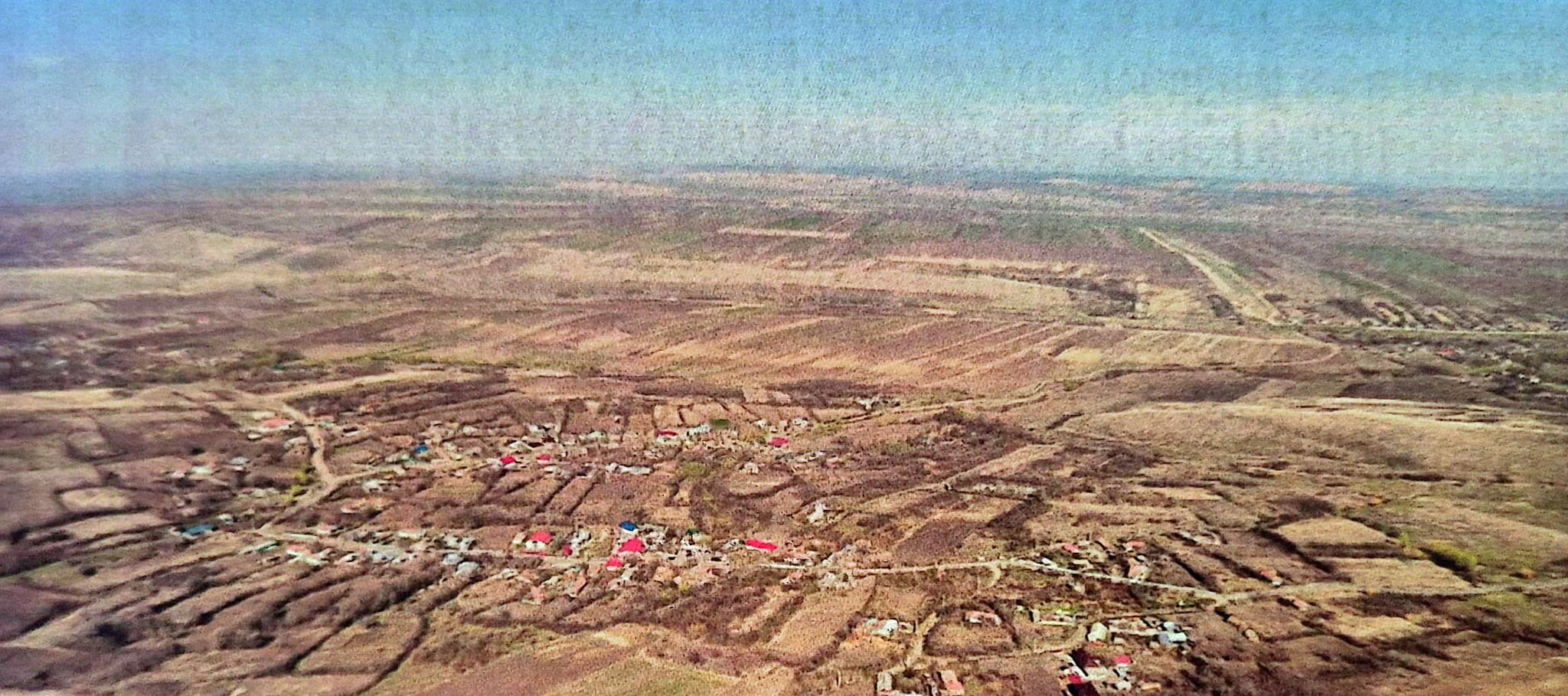
Sat Rășcani

Rășcani este un sat în comuna Șuletea din județul Vaslui, Moldova, România. Râșcani este al doilea cel mai mic sat , dar este cel mai vechi și interesant sat.

## Localizarea satului
În ceea ce privește localizarea geografică a satului Râșcani, Marele Dicționar Geografic a lui Lahovari îl situa în partea de Nord a comunei Bereasca în județul Vaslui, situat pe Dealul Râșcanilor pe o suprafață de 286 de hectare, din care 27 de hectare de pădure și 149 hectare loc de cultură, fânaț, imaș al proprietății.
Și Gheorghe Ghibănescu se axează pe situarea în relief a Râșcanilor, precizând că Râșcanii vin pe Teleajina, pârâu ce izvorăște din dealurile pe care se regăsește Râșcani și care primește în albie alte pârâiașe din zonă precum Boțoaia, pârâul Teleajina traversând sate  precum Bereasca, Teleajen, Ciofeni și se varsă în dreptul satului Buloaia în Bârlad, în zona gării Bălteni.
Lungimea pârâului Teleajinei este de aproximativ 18 km de la Râșcani la Buloaia.
Sate cu nume de Râșcani mai identificăm pe Jigălia la Fălciu și la Lehneștii-Rîșca la Botoșani. 
[1] Marele Dicționar Geografic al României, volum V, 1889, p. 252.

## Istorie
În Moldova, sunt atestate documentar trei sate cu numele Rășcani, în perioada secolelor XIV – XVII. Avem un sat Rășcani în Basarabia, pe Larga, lângă Cahul [1], altul pe Telejna, lângă Dănești, județul Vaslui [2], al treilea fiind pe Valea Jigăliei, în fostul Ținut al Fălciului.
Satul Râșcani este unul dintre cele mai vechi sate din Județul Vaslui. Anul în care apare satul Râșcani este 1364. Astfel, Râșcanii, ca sat, a fost intemeiat la început de secol XV, încă din 5 iunie 1469 se afirmă prezența unei zone Rățcani, în actul de întărire a proprietății, realizat de Ștefan Vodă viteazului său Vlad Mursă, care era stăpân acum asupra Albeștilor de pe Strefenic dar și un alt loc pustiu la fântâna din obârșia Largei, ce se afla conform uricului mai sus de Râșcani.
[1] DIR, A, XIV-XV, I, 366;
[2] DIR, XV - II, 309; DRH, III, nr. 12, p. 552-554;M. Costachescu, Documente Moldovenești de la Ștefan cel Mare, nr. 75, p. 233-236; Gh. Ghibănescu, Surete și izvoade, vol. X, p. 4-7.

## Etimologia numelui
Revenind la actele oficiale, prezența atâtor urmași din rândul Râșcanilor a dus inevitabil și la o rebotezare a zonei după numele familiei dominante. Numele de Râșcan a fost asumat oficial de către urmașii primului stăpân de pe Teleajina, astfel fii lui Duma Râșcanul, și mai apoi strănepoții, și-au spus Râșcanu.
Numele râșca își are originile în slavonescu risca, rîșca, și care descrie termenul de pârâiaș, apă mică. Acest lucru este verificabil și în cazul românesc, unde atât apa Râșca din județul Vaslui cât și Râșca din județul Suceava reprezintă ape cu albie mică. Am menționat deja trei toponime, trei sate, dar ele sunt mai numeroase, nu neapărat oiconime: mânăstirea Râșca din județul Suceava, moșia Râșca din comuna Bogdănești, județul Suceava, culme de munți în aceeași comună.
Alții își îndreaptă atenția asupra etimologiei cuvîntului Râșcanu, acestia afirmând că Rîșca nu provine din slavonescu risca, ci din ruteanul rićca, prima versiune fiind cea de risca, și mai apoi rîșca, și reprezenta diminitivul de la apă, apușoară, dat ulterior unui pârâu și în final ajungând să definească și o localitate.